# فابيانو دي ليما كامبوس ماريا
فابيانو دي ليما كامبوس ماريا (بالبرتغالية: Fabiano de Lima Campos Maria‏) هو لاعب كرة قدم برازيلي في مركز الهجوم، ولد في 24 نوفمبر 1985 في ساو جوزيه دوس كامبوس في البرازيل. لعب مع أريس تسالونيكي ورابيد فيينا ولاسك لينتس وميتالوره زابورجيا ونادي بونتي بريتا ونادي واكر إنسبروك.

## وصلات خارجية
- فابيانو دي ليما كامبوس ماريا على موقع اتحاد أوكرانيا (الإنجليزية)
- فابيانو دي ليما كامبوس ماريا على موقع قاعدة بيانات كرة القدم.إي يو (الإنجليزية)
- فابيانو دي ليما كامبوس ماريا على موقع Soccerway.com (الإنجليزية)
- فابيانو دي ليما كامبوس ماريا على موقع عالم كرة القدم.نت (الإنجليزية)